# هزم (أرحب)

تعديل مصدري - تعديل

هزم هي إحدى قرى عزلة هزم بمديرية أرحب التابعة لمحافظة صنعاء، بلغ تعداد سكانها 7280 نسمة حسب تعداد اليمن لعام 2004.
تتكون عزلة هزم من خمسة اخماس تتبع مشايخ وعقال غير مشايخ الضمان فيها من آل فرحة وآل العميثلي وهذة القرى هي:1-يحيص
2-البكول 
3-الدرب
4-حطبان
5-بيت سريع
6-الاصماط 
ويعتبر الشيخ/سلطان محمدشريان فرحه شيخ مشايخ هزم وقراها من يحيص والبكول وبيت صبر والربع .ويعتبر من مراغة ارحب نظرآ لمواقفة الداخلية والخارجية واسهاماتة في حل العديد من القضايا وفك النزاعات في القبيلة وخارجها على مستوى